# 李南桌
李南桌（?－1938年10月13日），中国文艺评论家。1938年2月结识茅盾。4月在《文艺阵地》创刊号发表《广现实主义》。《文艺阵地》前13期总共发表李南桌的论文8篇。除了《广现实主义》，还有《关于文艺大众化》、《评曹禺的〈原野〉》、《论“差不多”和“差得多”》、《抗战与戏剧》、《再广现实主义》、《论典型》、《关于鲁迅先生》。
其“广现实主义”理论认为不能用一种创作方法涵盖一切，现实到艺术的距离充满了矛盾，而不是直线。他反对呆板的反应现实，认为超现实主义和象征主义的手法也可适当运用。